# Bosman-Entscheidung
Als Bosman-Entscheidung (auch als Bosman-Urteil bezeichnet) wurde eine Entscheidung des Europäischen Gerichtshofes (EuGH) aus dem Jahr 1995 bekannt, die zum einen besagt, dass Profi-Fußballspieler in der Europäischen Union nach Ende des Vertrages ablösefrei zu einem anderen Verein wechseln dürfen, und zum anderen die im europäischen Sport bestehenden Restriktionen für Ausländer zu Fall brachte.
Das Urteil hat jenseits des Transfers von Sportlern weitreichende Bedeutung für die Rechtsordnung der Europäischen Union. Es war – gemessen an nachfolgenden Verweisen auf bereits erlassene Urteile durch den Gerichtshof der EU – das meistzitierte Urteil (Stand 2011).

## Entscheidungshistorie
Auslöser für die zugrundeliegende Schadensersatzklage war eine nach Ansicht des belgischen Profi-Fußballers Jean-Marc Bosman zu hoch angesetzte Ablösesumme seines Arbeitgebers RFC Lüttich, durch die er sich in seiner Arbeitnehmerfreizügigkeit eingeschränkt sah.
Bosman reichte zunächst gegen seinen Verein und den belgischen Fußballverband eine Klage auf Schadensersatz ein. Im November 1990 entschied ein belgisches Gericht, Bosman könne ablösefrei zum französischen Zweitligisten USL Dünkirchen wechseln. Der belgische Fußballverband legte dagegen Berufung ein. In der Revisionsverhandlung bestätigten die Richter am 15. Dezember 1990 den ablösefreien Wechsel Bosmans. Gleichzeitig rief das Gericht den Europäischen Gerichtshof an, eine einheitliche Regelung zur freien Wahl des Arbeitsplatzes innerhalb der EU zu schaffen.
Obwohl der Europäische Fußballverband UEFA zunächst die Zuständigkeit des EuGH in Fragen des Fußballs bestritt, begann im Juni 1995 in Luxemburg die Verhandlung über Bosmans Ansprüche. Die UEFA versuchte mit Unterstützung des Weltfußballverbandes FIFA, durch einen offenen Protestbrief die Urteilsfindung zu beeinflussen.
Der EuGH fällte am 15. Dezember 1995 (EuGH RS C-415/93, Slg 1995, I-4921) die Entscheidung, dass Profi-Fußballer innerhalb der EU normale Arbeitnehmer im Sinne des EG-Vertrages (seit dem 1. Dezember 2009 AEUV) seien und daher die dort (insb. Art. 45 AEUV, Ex-Art. 39 EG) festgeschriebene Freizügigkeit nicht nur für behördliche (also staatliche) Maßnahmen gilt, sondern auch für andere Vorschriften, die zur kollektiven Regelung der Arbeit dienen, also solche, die einen bestimmten Bereich abschließend und vergleichbar mit einem staatlichen Gesetz regeln.
Der Gerichtshof verbot alle Forderungen nach Zahlung einer Ablösesumme für den Wechsel eines Spielers innerhalb der EU nach Vertragsende. Auch die in einigen Ländern geltenden Regelungen, nach denen nur eine bestimmte Anzahl von Ausländern in einer Mannschaft eingesetzt werden durften, wurden – soweit EU-Spieler betroffen waren – für rechtswidrig erklärt.
Erst neun Jahre nach Prozessbeginn bekam Jean-Marc Bosman rund 780.000 Euro Entschädigung für sein vorzeitiges Karriereende zugesprochen. Er lebt heute zurückgezogen in seiner belgischen Heimat von Sozialhilfe und finanzieller Unterstützung der Spielergewerkschaft FIFPro. Rückblickend habe das Urteil nicht nur „meine Karriere, sondern auch mein Privatleben zerstört. Liebe, Zufriedenheit, Lebensqualität – alles weg. Es hat mich zu viel gekostet.“

## Auswirkungen
In der Transferpolitik der Vereine einerseits und der ethnischen Zusammensetzung der Mannschaften andererseits zeigten sich die tiefgreifenden Veränderungen, die das Urteil auf den Sport hatte. Das Urteil stärkte die Verhandlungsposition der Spieler gegenüber ihren Vereinen. Durch den Wegfall der Ablösesummen nach Vertragsende hatten die Vereine eine wesentliche Ertragsquelle verloren, die bisher beim Auslaufen eines Vertrages für sie entstanden ist. Wollten die Vereine einen Spieler nun nicht ohne Ablösesumme nach Vertragsende ziehen lassen, mussten sie ihn anderweitig von einem Verbleib überzeugen, was sich hauptsächlich in höheren Gehältern oder anderen Sonderzahlungen zum Ausdruck brachte. Ähnliches galt für den Vereinswechsel, da sich die Spieler nunmehr in der Position sahen, für den Verein anzutreten, der ihnen die höchste finanzielle Vergütung in Aussicht stellte.
Die Bosman-Entscheidung hat nicht nur Auswirkungen im Bereich Fußball, sie betrifft auch die Ausländerregelung aller anderen Sportarten mit Profibetrieb. So wurden im Eishockey Spieler aus Finnland und Schweden verpflichtet, aber auch Spieler aus Nordamerika mit griechischer oder italienischer Herkunft.
Die Vereine der Deutschen Fußball Liga dürfen seit Saisonstart 2006/07 beliebig viele Ausländer aus aller Welt einsetzen. 

### Gegenargumente der Sportverbände und nationalen Regierungen
Die Verbände sowie die italienische und französische Regierung brachten vor, dass die Transferregeln durch das Bestreben gerechtfertigt seien, das finanzielle und sportliche Gleichgewicht zwischen den Vereinen aufrechtzuerhalten und die Suche nach Talenten sowie die Ausbildung der jungen Spieler zu unterstützen. Es gelte die Chancengleichheit und die Ungewissheit der Endergebnisse zu gewährleisten. Das Gericht hielt dem entgegen, dass die Anwendung der Transferregeln kein geeignetes Mittel darstelle, um die Aufrechterhaltung des finanziellen und sportlichen Gleichgewichts in der Welt des Fußballs zu gewährleisten. Diese Regeln verhindern weder, dass sich die reichsten Vereine die Dienste der besten Spieler sichern, noch, dass die verfügbaren finanziellen Mittel ein entscheidender Faktor beim sportlichen Wettkampf sind.
Bezüglich der Ausländerklauseln versuchten die Verbände, die deutsche, französische und italienische Regierung geltend zu machen, dass entsprechende Klauseln zur Erhaltung der traditionellen Bindung jedes Vereins an sein Land dient, die von großer Bedeutung sei, um die Identifikation des Publikums mit seiner Lieblingsmannschaft zu ermöglichen und um zu gewährleisten, dass die Vereine, die an internationalen Wettkämpfen teilnähmen, tatsächlich ihr Land repräsentierten. Es wurde angemerkt, dass die „3+2-Regel“ in Zusammenarbeit mit der Europäischen Kommission erarbeitet wurde und somit in Einklang mit führenden politischen Organen der EU steht. Der EuGH setzte dem entgegen, dass schon zum Zeitpunkt des Urteils eine deutliche Mehrheit der Spieler nicht mehr aus der jeweiligen Stadt oder Region stammte und das der Identifikation keinen Abbruch geleistet hat, und dass die Kommission in der Regel keine Garantien hinsichtlich der Vereinbarkeit eines bestimmten Verhaltens mit den Europäischen Verträgen geben kann.
Viele Sportverbände versuchten weiterhin zu argumentieren, das Bosman-Urteil betreffe sie nicht:
- Sportvereine seien keine Wirtschaftsunternehmen.

Die Luxemburger Richter haben aber dargelegt, dass ein Profiverein durchaus mit einem Unternehmen vergleichbar ist.
- Einheimische Spieler müssten vor zu vielen Ausländern geschützt werden.

Dies lehnten die Luxemburger Richter ab, da es innerhalb eines Mitgliedstaates keinerlei Einschränkungen für den Spielereinsatz gebe.

### Die Bosman-Entscheidung im Amateursport
Das Bosman-Urteil hatte bislang noch keine Auswirkungen auf den Amateursport, da der Vertrag über die Arbeitsweise der Europäischen Union, auf dessen Grundlage sich die Bosman-Entscheidung (Artikel 45) stützt, keine Anwendung auf Sport oder ähnliches mit kulturellem Zusammenhang findet (Artikel 167), solange dies keine wirtschaftliche Aktivität i. S. d. Artikel 2 bedeutet.

## Verwandte Fälle
Durch das Balog-Urteil 1998 und die Kolpak-Entscheidung 2003 dehnt der EuGH die Entscheidung in Teilen auch auf Sportler aus mit der EG bzw. EU assoziierten Staaten aus.
Im Jahr 2000 versuchte der Deutsche Tischtennis-Bund DTTB, deutsche Nachwuchsspieler zu fördern. Nach der Öffnung der Grenzen reisten viele Ausländer, insbesondere aus Osteuropa, vorwiegend in grenznahe Gebiete (etwa Bayern) ein, um für vergleichsweise wenig Geld selbst in niederklassigen Vereinen zu spielen. Dies führte nach Ansicht vieler Experten dazu, dass sich für deutsche Nachwuchsspieler die Entwicklungschancen reduzierten, da viele Mannschaften nur noch Ausländer meldeten. Daher beschloss der DTTB im Juni 2000 folgende Regelung: Ab der Saison 2000/2001 muss für die Klassen unterhalb der 1. Bundesliga die Anzahl der gemeldeten deutschen Spieler mindestens „Mannschafts-Sollstärke minus zwei“ betragen. Wenn die Punktspiele beispielsweise mit einer Sechsermannschaft bestritten werden, dann müssen mindestens vier Deutsche gemeldet werden. Es bleibt den Vereinen überlassen, ob und wie viele Deutsche sie in einem Mannschaftskampf tatsächlich einsetzen. Als Deutsche gelten Aktive mit deutscher Staatsangehörigkeit und Ausländer, denen ihre erste Spielberechtigung in Deutschland erteilt wurde. 
Hiergegen klagte der Österreicher Alberto Amman, der für den sächsischen Regionalligaverein TTC Eilenburg spielte. Dieser Klage gab das Bundesgericht des DTTB zunächst statt. Es verwies auf die Europäische Sportcharta von 1992, die für Sportler aus der EU festlegt: Benachteiligungen auf Grund der Staatsangehörigkeit darf es beim Zugang zu Sporteinrichtungen oder sportlichen Aktivitäten nicht geben. Im August 2001 wies das Bundesgericht unter Leitung von Eckart Fleischmann die Klage jedoch zurück.